# Golful Frobisher
Golful Frobisher este o intrare a strâmtorii Davis din regiunea Qikiqtaaluk din Nunavut, Canada. Este situat în colțul de sud-est al insulei Baffin.